# عمار بلحسن
هو كاتب ومؤرخ وروائي وعالم اجتماع جزائري كبير يوم 13 فيفري 1953 قي منطقة مسيردة بولاية تلمسان غرب الجزائر ويكتب باللغة العربية في جميع المجالات الأدبية والاجتماعية ويؤرخ للجزائر وهو منالمدافعين عن اللغة العربية والهوية الجزائرية

## حياته وأهم أعماله
م يتلق في بداية دراسته تعليما منظما لكنه استطاع التغلب على الصعاب ومواصلة الدراسة لتتوج مسيرته العلمية العصامية بدكتوراه في علم الاجتماع. ورحل الأديب والسوسيولوجي إثر مرض عضال تاركا وراءه قصصا ودراسات عديدة أهمها المجموعات القصصية: «حرائق البحر» وهي أول مجموعة قصصية تصدر له ثم تلتها «أصوات»، و«فوانيس». كما كانت له بحوث في قضايا الثقافة الجزائرية والإنسان الجزائري والتي صدرت في كتب من ضمنها: «الأدب والإيديولوجية»، و«كشف الغمة في هموم الأمة» والذي يدعو فيه لضرورة تثقيف السياسة بدل تسييس الثقافة. كما أصدر بداية الثمانينات كتابا مهما بعنوان «أنتلجنسيا أم مثقفون في الجزائر؟»، وأخيرا «يوميات الوجع» التي صدرت في طبعة محدودة عن جمعية «الجاحظية»، كما كانت له بحوث في قضايا الثقافة الجزائرية والإنسان الجزائري

## وفاته
توفي يوم 29 أوت 1993 بمرض السرطان. ويعتبر الأديب والسوسيولوجي الراحل بلحسن رائدا من رواد البحث في سوسيولوجيا الرواية والقصة في الجزائر